# حفاظ وقائي

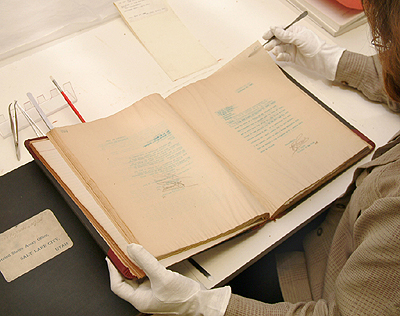
مُرمِّم يعالج كتاب بعناية.

الحفاظ الوقائي ويُطلَق عليه أيضًا مجموعات العناية، هو مُصطلح يشير إلى إجراءات عناية خاصّة بمُقتنيات ذات قيمة أكبر مما هو مُعتاد عليه. تُتَخذ تلك الإجراءات لمنع أو تأخير تدهور التراث الثقافي. ويُعتبر الهدف الأساسي من الحفاظ الوقائي تحديد والحد من الأخطار المُحتمَل حدوثها من خلال التحكم المدروس في الظروف المُحيطة، حيث يواجه هذا التراث تهديدات من مجموعة متنوعة من المصادر بشكل يومي، ابتداءً من اللصوص والمخرّبين والآفات، إلى التلوّث والرطوبة ودرجة الحرارة والإضاءة. كما يُعتبر كل من المُرمِّمين والقائمين على المعارض ومديروها ومديرو المجموعات، من أكثر المهن تأثرًا بهذا الحفاظ الوقائي.
يُعد الحفاظ الوقائي أحد إجراءات ترميم وحفاظ الإرث الثقافي، إلى جانب الفحص والتوثيق والأبحاث والمعالجات والتعليم، حيث يعمل عليها المُرمِّمون عن طريق تحليل وتقييم الحالة الثقافيّة للشيء المُرمَّم.

## وصلات خارجية
- أرشيف الحفاظ الوقائي في اليونيسكو (بالفرنسية)